# 乔安娜·柯尔
乔安娜·柯尔（英語：Joanna Cole，1944年8月11日—2020年7月12日），美国儿童文学及科普作家，一生创作了超过250本科普书，其中《神奇校车》系列故事享誉世界。

## 生平
1944年生于新澤西州紐華克。她的父亲马里奥是房屋油漆工；母亲伊丽莎白是家庭主妇。她在东奥兰治的郊区长大。她从小就热爱科学，并认为阅读科学书是一件很平常的事。小时候，她经常在自家后院观察昆虫和植物。她也喜欢上学，热衷于写科学报告。
1960年代，她曾在马萨诸塞大学和印第安纳大学学习，最终在纽约市立学院获心理学学士学位。经过专业培训后，她成为布鲁克林小学的一名图书管理员。随后，她担任《新闻周刊》通讯员、學樂集團跷跷板读书俱乐部助理编辑、道布尔戴出版社儿童读物资深编辑等职。1971年，她出版了自己的第一本儿童读物《蟑螂》。她的创作理由也很简单，因为当时没有关于这种昆虫的童书。1980年，她成为自由职业者，开始专业从事儿童文学创作，同时为《父母》杂志撰写儿童读物和文章。1980年代，她主要出版了两本亲子读物，《你是怎样来到这个世界的》（1984年）以及《你的新便盆》（1989年）。她说，能够做自己从小就喜欢的事是一种莫大的荣幸。
1985年，她开始创作《神奇校车》系列，并于1986年出版第一本《水的故事》。《神奇校车》系列取得了巨大的成功，并被翻译成多种语言，销售量达数百万本。其中卷毛老师的形象深入人心，陪伴孩子们去探索奇妙未知的世界。《神奇校车》系列还被改编为由莉莉·湯姆琳主演的电视动画节目，自1994年起连续播出了18年之久。2017年，被改编为由凱特·麥金儂主演的Netflix系列网络儿童剧场。该系列的最新一部是《神奇校车：探索人类进化》，在2020年出版。
2020年7月12日因特发性肺纤维化在美国艾奥瓦州苏城逝世。